# وادي الحريم

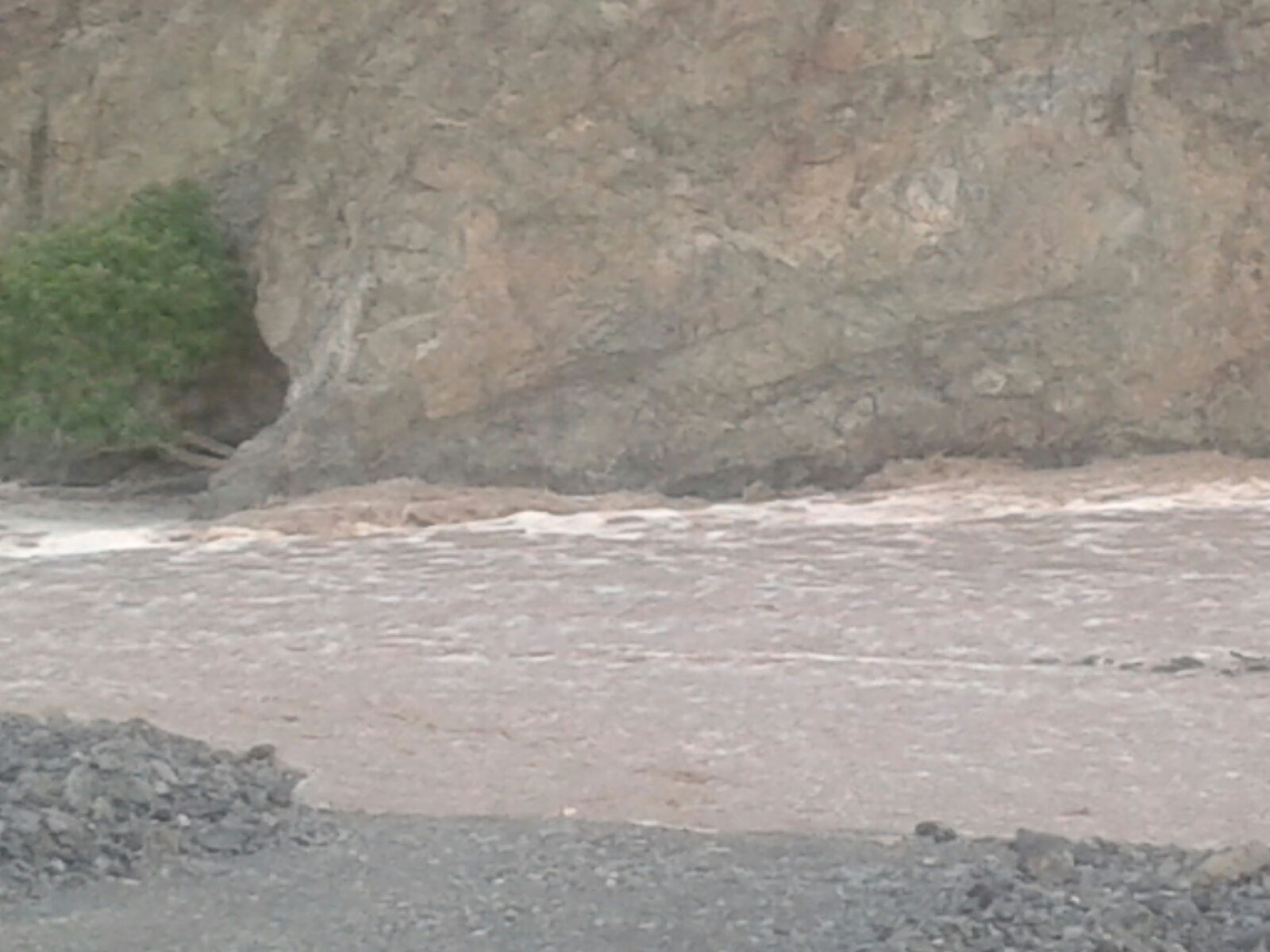

## الموقع الجغرافي
مسميات عده تحملها مناطق وقرى السلطنة، بعضها يشكل عامل جذب لأكتشافها والبعض الآخر بمجرد المرور عليه يبقى في الذاكرة. وفي الطريق الجبلي الواصل بين ولاية صحار في محافظة شمال الباطنة وولاية ينقل في محافظة الظاهرة، يلفت  نظر عابرى الطريق اسم “وادي الحريم” وهو ما يدفع الكثير منهم إلى العودة لاحقاً لاكتشافه، وسؤالهم الازلي حين يلتقى العابرون بالسكان  عن سبب التسمية؟. لكن لا أحد يعرف سبب هذه التسمية من السكان.

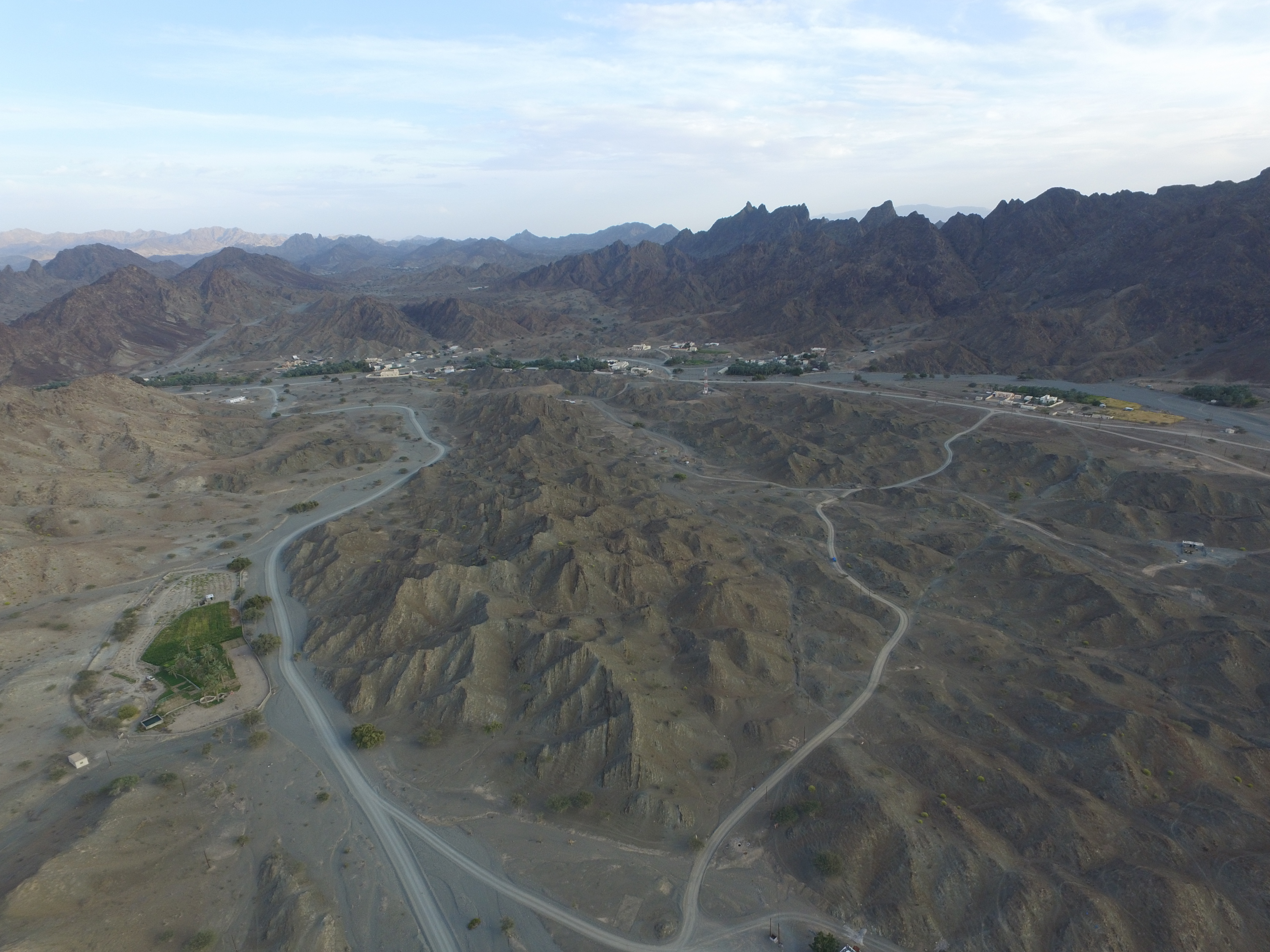

وادي الحريم أحد أودية ولاية ينقل عندما يسيل يصب في وادي عاهن في الباطنة، وادي تنمو على ضفتيه قرى وتجمعات سكنية، كلما أوغلت التقدم في الوادي أتسعت مساحته وازدادت جماليته، حيث الجبال على أمتداد البصر في تدرجات تحسب أن لا نهاية لها بتشكيلات متنوعة كأنها زخارف تتلاشى تدريجيا  تنساب المياه رقراقة في مجراه أيام الخصب والأمطار.
يبعد وادي الحريم عن مركز ولاية ينقل في حدود 45 كم وعن ولايتي صحار وصحم في حدود 70 كم كما أن هناك طريقايعبر الوادي إلى ولاية البريمي وهو ما يؤهله ليكون أحد أجندة السياحة الداخلية ورحلات التخييم وتسلق الجبال وهذا بالطبع يحتاج إلى تهيئة بعض المرافق واستكمال مد الطرق المعبدة.
النسمات الباردة التي تهب من المزارع المتناثرة على ضفتي الوادي تداعب الوجنات، حيث تنتشر على امتداد 9 كم أكثرمن 54 مزرعة متصلة ومنفصلة، تشترك جميعها في النخل الباسقات والمزروعات الموسمية التي تمنح الوادي ميزة جمالية قبل أن تصل إلى السيح حيث المساحات الواسعة تحدها الجبال بشكل دائري كمكان مثالي للتخييم وقضاء يوم ممتع بعدد لاحصر له من الأنشطة، حيث الجو المعتدل صيفا وقارس البرد شتاءً والهدوء والسكون الذي يسود لياليه في احيان كثيرة مع بعض الاصوات القادمة من أعالي الجبال لحيوانات تعيش هناك حياتها الهانئة.
وحيث الماء والخضرة  والاسم الذي يدل على الوجه الحسن يشد الناس رحالهم فإن وادي الحريم توجد به عدد من المقومات السياحية أبرزها البرك المائية، ومنها برك السويدي التي تتميز بمياها الغزيزة طوال العام حتى في أشد حالات الجفاف التي شهدتها القرية، حيث تقع في آخر الوادي وشاهدة على واحة زراعية قامت على ضفتيها في بديات القرن الماضي لم يبق منها اليوم إلا “الجلبة ” وهي المكان الذي يتم زراعة القت أو الشعير أو غيرها من النباتات، وبقايا الفلج في أسفل الجبل.
وأيضا توجد بعض العيون المائية المتنوعة والتي تنتشر في السيح والتي حفرت على شكل آبار صغيرة غير عميقة غزيزة المياة حتى في حالات الجفاف تحيط بها بعض الأحواض التي جُعلت كمورد سقيا للحيوانات والماشية وللعابرين والرحالة.
تبذل الجهات المعنية عن البيئة، دوراً بارزا في توطين الضبى وبعض الحيوانات البرية الجبلية والمحافظة على الغطاء النباتي المتنوع وحمايتها من السياح والعابثين. خاصة انها قد تجفل بعض الضبى من مرور الزوار أو تلمحها تسير بين قطعان الماشية كأنها تحاول أن تخفي نفسها من المتربصين بصيدها والمهددين لتكاثرها.
من وادي الحريم يمكن للسائح أن يسأل عن “هامة ” و” باحة ” الواحتين الزراعيتان التي تقع في سفح جبل وواديها الجميل ببركه المائية المتوفرة طوال العام ومنها لحيل العرب كواحات زراعية تعود لأكثر من 200 سنة مضت والبئر التاريخية التي لا يعرف إلى أي فترة تعود بالرغم من الأقوال الكثيرة التي حيكت حولها على أنها منجم نحاس أو كما يسميها أهالي وادي الحريم ” طوي الزبا ” .
في قرية باحة قام أحد الأهالي بترميم الحارة القديمة لتحافظ على شكلها التقليدي وتحميها من السقوط لتشكل مزارا سياحيا تقع على سفح رابية بين واحة من النخيل التي يغذيها فلج عيني يأتيها من أعالي الجبال ويرويها بالماء طوال العام.  وقد عُثر مؤخراً واثناء عمليات إنشاء الطريق المؤدي إلى الوادي على مجموعة من الآثار من أواني فخارية وأواني طبخ تشبه مثيلاتها في حضارة أم النار مما يدل على وجود حياة في الوادي منذ مئات السنين.

يتميز أهالي وادي الحريم بأنهم أهل كرم مضيافين ودودين يقدمون كافة التسهيلات للرحالة والمخيمين حيث تنتج مزارعهم مختلف الخضراوات وبعضا من أنواع الفواكه حسب الموسم إلى جانب تربية المواشي والدواجن، لديهم خبرتهم في دروب الجبال بحثاً عن ما تجود به من أفضل وأجود أنوع العسل العماني الطبيعي.

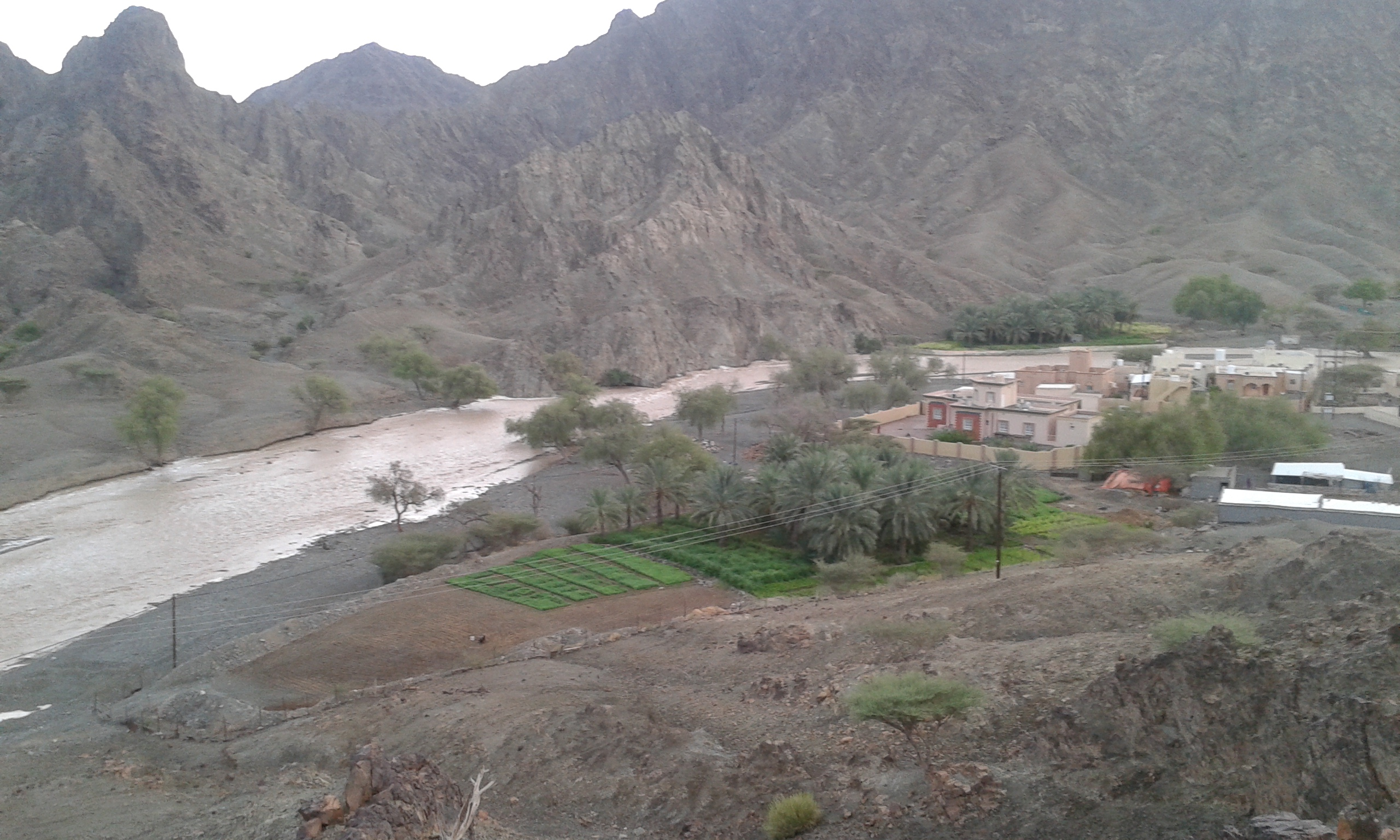

## أسماء المناطق التابعة للوادي
-الحريم
- فجيجات الحفا
- مقصة
- هليب
- السويدي
- الأخيضر
- المذيق
- المقصير
- الشص
- دوغثير
- فج الوناندة
- فج الصبحانية
- ردة الأشخرة
- السيدافية
ـ الرواحة
- الدفاغة
- رق القصد
- العوينة
- هامه
-جعيده

## عدد السكان
يقدر عدد سكان وادي الحريم بحوالي 600 شخص بحسب تقديرات وزارة الصحة لعام 2003

## سبب التسمية
هناك روايات عديدة لسبب تسمية وادي الحريم فالبعض يرجح السبب إلى فترة الحرب حيث تم تحريم الحرب في هذه المنطقة، أما الرواية الأخرى تقول: إن وادي الحريم هو حرم لبلدة (بيحا)، بينما يتفق الوالد حمد بن سالم العلوي مع الوالد سيف بن محمد البادي أن سبب التسمية يرجع إلى قلعة الحرامة التي أطلالها مازالت شاهدة على قدم حضارة المكان، وتعني تسمية الحصن أن المكان له حرمة وحماية خاصة وبمرور الزمن تحرف الاسم إلى وادي الحريم وكان اسمه في القديم وداي قلعة الحرامه، وتاريخ القلعة غير معروف لحد الآن وهذا تاريخ مروي وليس مكتوبا.

## تاريخ الوادي
عُثر مؤخراً وأثناء عمليات إنشاء الطريق المؤدي إلى الوادي على مجموعة من الآثار من أوان فخارية وأواني طبخ تشبه مثيلاتها في حضارة أم النار مما يدل على وجود حياة في الوادي منذ مئات السنين، كما عثرت بعثة أميركية من جامعة هوبكنز على موقع لصناعة الأواني الحجرية في منطقة عقير الشموس، حيث تم اكتشاف مصنع تصنيع الصخور الصابونية كأول اكتشاف في شبه جزيرة العرب، وهذه الحضارة تنسب إلى العصر الحديدي الذي يمتد من 1300 ق. م.

## الموارد السياحية
يتميز وادي الحريم بجمال الطبيعة الخلابة في حيث ترى الجال الشاهقة والوديان العميقة مع السماء الزرقاء الصافية.
وكذالك يتميز بوفرة الاشجار التي ترسم اللون الأخضر في المكان.

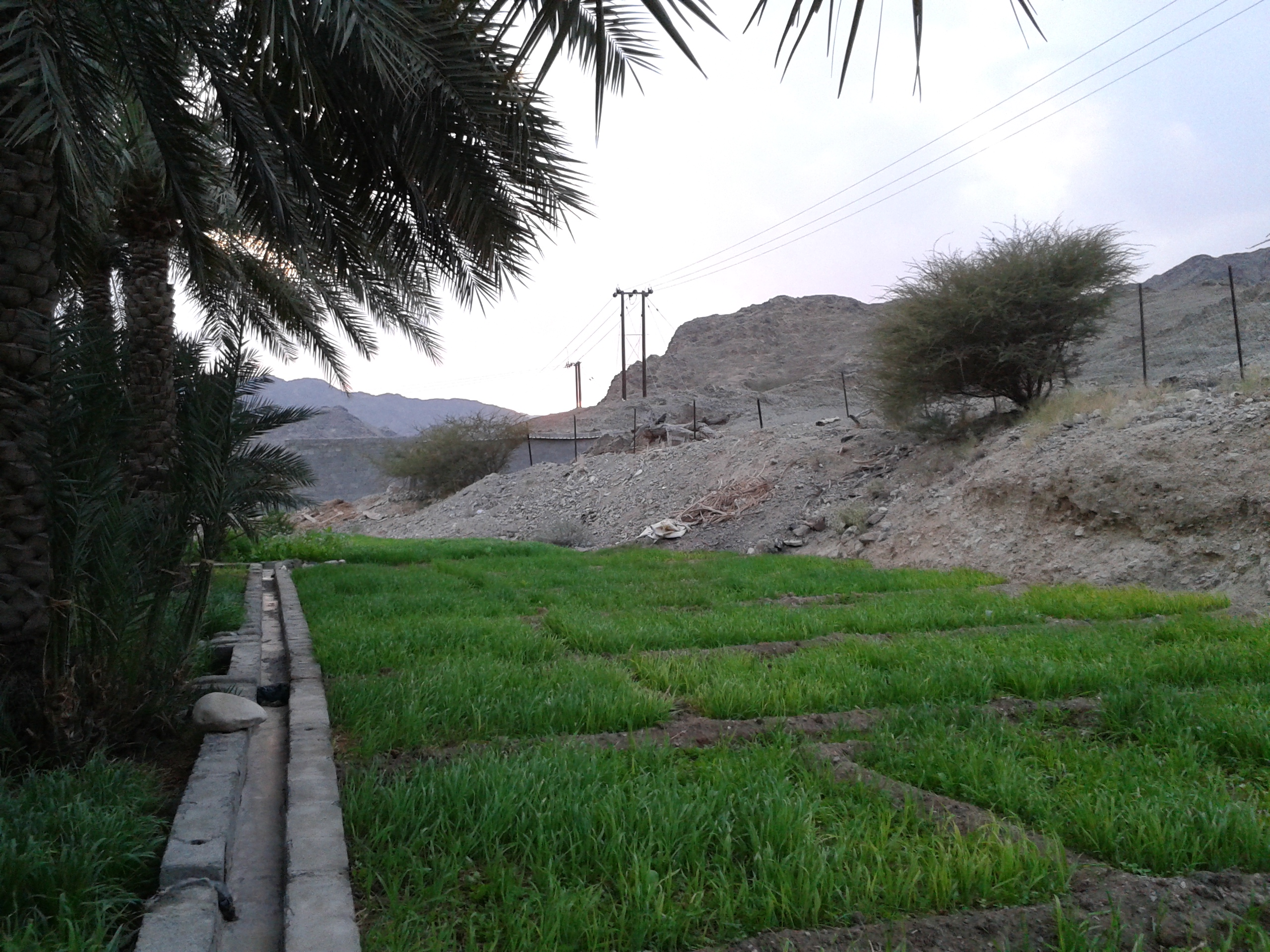

## الموارد الزراعية
يتخلل وادي الحريم العديد من المساحات الزراعية التي تتراوح بين فدان إلى 10 فدان والتي تزرع بالمحاصيل الموسمية والاشجار الحولية وحتى اشجار المناطق المعتدلة مثل التفاح والرمان والزيتون.
ويعتبر القمح واشجار النخيل من المحاصيل الاقتصاديه في القرية.يشتهر وادي الحريم بزراعة المحاصيل الحقلية مثل الذرة والشعير والقمح والذي يطلق عليه اسم البر أو الصيف محليا وايضا الخضروات مثل الجح والخيار والقرعيات بمختلف اشكالها والطماطم والباذنجان والخضروات الورقيه بالإضافة الي البقوليات بانواعها المتعدده ومن ضمنها السمسم ولا ننسى أيضا المحاصيل الجذرية مثل البطاطس والجزر والفندال.ويزخر الوادي أيضا باصناف عديدة من النخيل وتعبر التمور المنتجة فيه من اجود الانوع من حيث التصنيع لان المنطقة توفر جو جاف قليل الرطوبة يلائم إنتاج التمر.وأيضا يعتبر وادي الحريم منطقة ملائمة لزراعة الكثير من المحاصيل الزراعية التي قد لا تنبت في اماكن كثيره غيره، حيث ان الانخفاض الكبير في درجات الحرارة يسهم في تحفيز بعض الاشجار مثل التفاح والرمان والنكترين على التزهير حيث ان هذا النوع من الاشجار تحتاج الي متطلبات حراريه منخفضة فمثلا بعض اصناف التفاح تحتاج على الاقل الي 300 ساعة بروده؛ درجة الحرارة فيها في حدود 7 درجات سيليزية حتى تستطيع كسر الركود والتزهير